# Salman Rushdie
Sir Ahmed Salman Rushdie, Kt. (احمد سلمان رشدی‎, /sælˈmɑːn ˈrʊʃdi/; Bombaim, 19 de junho de 1947) é um ensaísta e autor de ficção britânico de origem muçulmana indiana. Cresceu em Mumbai (antiga Bombaim) e estudou na Inglaterra, onde se formou no King's College, Universidade de Cambridge. O seu estilo narrativo, mesclando o mito e a fantasia com a vida real, tem sido descrito como conectado com o realismo mágico. 
Em 12 de agosto de 2022, Rushdie foi alvo de um ataque a faca, sobreviveu e ficou em estado grave. Foi durante uma palestra na pequena cidade de Chautauqua, no estado de Nova York, Estados Unidos. O ataque está relacionado com ameaças de morte de setores radicais muçulmanos que o escritor sofria desde décadas pelo seu livro The Satanic Verses (1989).

## Biografia
Rushdie casou-se com a famosa actriz e modelo indiana Padma Lakshmi, de quem anunciou divórcio em julho de 2007.
Em 1983, Rushdie foi eleito membro da Royal Society of Literature. Ele foi nomeado Commandeur da Ordem das Artes e das Letras da França em 1999. Em 2007, ele foi nomeado cavaleiro por seus serviços à literatura. Em 2008, o The Times o classificou em décimo terceiro em sua lista dos 50 maiores escritores britânicos desde 1945. Desde 2000, Rushdie vive nos Estados Unidos. Ele foi nomeado Distinguished Writer in Residence no Arthur L. Carter Journalism Institute da Universidade de Nova Iorque em 2015.

### Esfaqueamento
No dia 12 de agosto de 2022, Salman Rushdie foi esfaqueado no abdômen e no pescoço em Nova Iorque. Ele se preparava para dar uma palestra na Chautauqua Institution quando Hadi Matar, de 24 anos, invadiu o local o esfaqueou por volta das 11h. Estava vestido de preto e usando uma máscara. O moderador Ralph Henry Reese também foi esfaqueado no rosto, mas já recebeu alta do hospital. Hadi está sob custódia e o FBI investiga o caso junto com outros órgãos. Rushdie já sofreu outro atentado em 1989, um ano após o lançamento de seu livro Versos Satânicos, quando um homem preparou um livro-bomba que deveria ser entregue ao autor, mas explodiu antes da hora e matou o terrorista. Também, Rushdie possui um prêmio por sua cabeça, que chegou a US$ 3,3 milhões em 2012. O atentado foi comemorado por extremistas islâmicos, como Keyvan Saedy. Seu agente, Andrew Wylie, confirmou para o The New York Times que Rushdie passou por uma cirurgia. O autor perdeu um olho, os nervos de um dos braços foram cortados, o que o impede de usar uma das mãos e o seu fígado foi perfurado.
O autor foi esfaqueado de 10 a 15 vezes, de acordo com testemunhas, no pescoço, no braço e no fígado por Hadi Matar, de 24 anos, que foi preso em flagrante no local enquanto Rashdie era socorrido. Matar seria simpático à Guarda Revolucionária Iraniana, como mostram redes sociais. Ele foi acusado de tentativa de homicídio sem possibilidade de fiança pela promotoria de Nova York. O ataque teria sido premeditado.
O Irã negou em 15 de agosto de 2022, envolvimento no ataque a facadas contra o escritor Salman Rushdie, na última sexta-feira. E disse que ele e seus seguidores são os principais culpados pelo episódio.

## Literatura

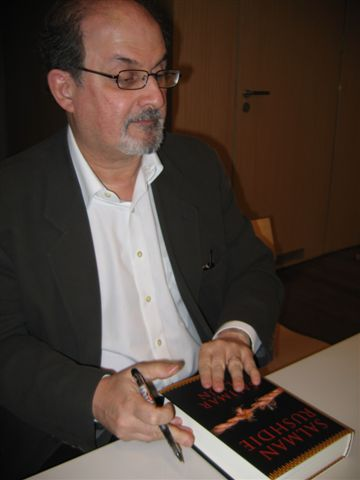
Salman Rushdie em 2006 na Polônia

Estreou na literatura em 1975 com o romance Grimus.
Dono de um estilo próprio e dominando excelentes técnicas de narração, Rushdie já era um autor consagrado quando venceu o Prémio Booker em 1981 com a obra Os Filhos da Meia-Noite.
Tornou-se incomparavelmente mais famoso após a publicação do livro Os Versículos Satânicos (título em Portugal) ou Versos Satânicos (título no Brasil), em 1989, que causou controvérsia no mundo Islâmico, devido a este livro ter sido considerado ofensivo ao profeta Maomé. A 14 de Fevereiro de 1989, a fatwa ordenando a sua execução foi proferida pelo Aiatolá Ruhollah Khomeini, líder do Irã, chamando o seu livro de "blasfémia contra o Islão". Para além disso, Khomeini condenou Rushdie pelo crime de "apostasia" — fomentar o abandono da fé islâmica — o que de acordo com a Xaria é punível com a morte. Isto porque Rushdie comunicava através do romance que já não acreditava no Islão. Khomeini ordenou a todos os "muçulmanos zelosos" o dever de tentar assassinar o escritor, os editores do livro que soubessem dos conceitos do livro e quem tomasse conhecimento de seu conteúdo, conforme a fatwa. Devido a estes fatos Rushdie foi forçado a viver no anonimato por muitos anos. A fatwa contra ele foi renovada em 2005 por Ali Khamenei, que já tinha declarado:  
"Mesmo que Salman Rushdie se arrependa ao ponto de se tornar o homem mais piedoso do nosso tempo, a obrigação permanece para cada muçulmano, de o enviar para o inferno, não importa a que preço, e mesmo fazendo o sacrifício de sua própria vida."
A obra infanto-juvenil Haroun e o Mar de Histórias foi escrita pelo autor como uma forma de explicar ao seu filho por que razão tinha perdido a liberdade de expressão.
Com o seu primeiro romance pós-fatwa, intitulado O Último Suspiro do Mouro, foi vencedor do Prémio Whitebread.

### The Satanic Verses
O romance, com cerca de 500 páginas, é um trabalho complexo inspirado em acontecimentos reais (o ataque contra um avião da Air India em 1985, os tumultos de Brixton em 1981 e 1985, o fervor popular em torno do ator indiano Amitabh Bachchan, após um acidente em 1982, o trágico afogamento em 1983 de vários seguidores xiitas de um iluminado que os convenceram de que o mar se abriria diante deles, a revolução iraniana de 1979) referências biográficas sobre o próprio autor ou sua comitiva, bem como acontecimentos históricos inspirados na vida de Maomé, lendário (como o episódio dos versos satânicos) ou imaginário. Baseia-se em um tema central que pode ser encontrado em outras obras do autor: o desenraizamento do imigrante, dividido entre sua cultura de origem a partir da qual se afasta e a cultura de seu país anfitrião, que ele ansiosamente deseja adquirir, e a dificuldade desta metamorfose. A novela constrói pontes entre a Índia e a Grã-Bretanha, o passado e o presente, o imaginário e a realidade, e aborda muitos outros temas, fé, tentação, fanatismo religioso, racismo, brutalidade policial, provocação política, doença, morte, vingança e perdão.
Consiste em nove capítulos. Os capítulos ímpares descrevem as peregrinações dos dois personagens principais, Gibreel Farishta e Saladin Chamcha. Os capítulos pares são as narrativas dos sonhos e pesadelos de Gibreel Farishta. O último, um ator de renome no cinema indiano, perdeu a fé após uma doença e fugiu para a Inglaterra em busca de uma jovem que conhecera pouco antes. Saladin Chamcha também é de origem indiana, mas é dotado de um passaporte britânico, e de toda a sua alma quer ser britânico. Sua cor de pele provoca preconceitos, e ganha sua vida pelo talento que ele tem para falsificar sua voz. Encontrando-se ambos num voo para Londres, são os únicos sobreviventes de um ataque terrorista. Quando eles chegam ilesos em uma praia, eles enfrentam policiais que suspeitam que sejam imigrantes ilegais, mas apenas Saladino Chamcha, embora o mais "britânico" dos dois, considerado o mais suspeito, é preso sem que Gibreel Farishta esboce o menor gesto de solidariedade. Os dois homens, agora separados, e reciprocamente prometendo uma certa animosidade, evoluirão cada um do seu lado durante a novela, antes de confrontar-se.
Gibreel Farishta, objeto de alucinações, tem vários sonhos. Estes referem-se aos começos da pregação de um profeta monoteísta, Mahound, na cidade de Jahiliya e as pressões a que está submetido, a um imã exilado de um país onde ele retorna como resultado de uma revolução (uma alusão ao Ayatollah Khomeini), e a uma menina que convence sua aldeia a ir a Meca atravessando o Mar Arábico.

## Obras
- Grimus (romance, 1975)
  - em Portugal: Grimus, 2008, Dom Quixote
- Midnight's Children (romance, 1980)
  - no Brasil: Os filhos da meia-noite, 2006, Companhia das Letras
  - em Portugal: Os filhos da meia-noite, 1986, Dom Quixote
- Shame (romance, 1983)
  - no Brasil: Vergonha, 2010, Companhia das Letras
  - em Portugal: Vergonha, 2000, Dom Quixote
- The Jaguar Smile: A Nicaraguan Journey (memórias, 1987)
  - no Brasil: O sorriso do jaguar: uma viagem pela Nicarágua, 1987, Guanabara
  - em Portugal: Nicarágua: o sorriso do jaguar, 1988, Dom Quixote
- The Satanic Verses (romance, 1988)
  - no Brasil: Os versos satânicos, 1988, Companhia das Letras
  - em Portugal: Os versículos satânicos, 1989, Dom Quixote
- Haroun and the Sea of Stories (infantil, 1990)
  - no Brasil: Haroun e o mar de histórias, 1998, Companhia das Letras
  - em Portugal: Harun e o mar de histórias, 1999, Dom Quixote
- In Good Faith (ensaios, 1990)
- Imaginary Homelands: Essays and Criticism, 1981-1991 (ensaios, 1992)
  - em Portugal: Pátrias imaginárias, 1994, Dom Quixote
- East, West (contos, 1994)
  - no Brasil: Oriente, ocidente, 1995, Companhia das Letras
  - em Portugal: Oriente, ocidente, 1996, Dom Quixote
- The Moor's Last Sigh (romance, 1995)
  - no Brasil: O último suspiro do mouro, 1996, Companhia das Letras
  - em Portugal: O último suspiro do mouro, 1995, Dom Quixote
- The Ground Beneath Her Feet (romance, 1999)
  - no Brasil: O chão que ela pisa, 1999, Companhia das Letras
  - em Portugal: O chão que ela pisa, 1999, Dom Quixote
- Fury (romance, 2001)
  - no Brasil: Fúria, 2003, Companhia das Letras
  - em Portugal: Fúria, 2002, Dom Quixote
- Step Across This Line: Collected Nonfiction 1992-2002 (ensaios, 2002)
  - em Portugal: Pisar o risco, 2004, Dom Quixote
- Shalimar, the clown (romance, 2005)
  - no Brasil: Shalimar, o equilibrista, 2005, Companhia das Letras
  - em Portugal: Shalimar, o palhaço, 2006, Dom Quixote
- The Enchantress of Florence (romance, 2008)
  - no Brasil: A feiticeira de Florença, 2008, Companhia das Letras
  - em Portugal: A feiticeira de Florença, 2008, Dom Quixote
- Luka and the Fire of Life (infantil, 2010)
  - no Brasil: Luka e o fogo da vida, 2010, Companhia das Letras
  - em Portugal: Luka e o fogo da vida, 2010, Dom Quixote
- Joseph Anton: A Memoir (memórias, 2012)
  - no Brasil: Joseph Anton: memórias, 2012, Companhia das Letras
  - em Portugal: Joseph Anton: uma memória, 2012, Dom Quixote
- Two Years Eight Months and Twenty-Eight Nights (romance, 2015)
  - no Brasil: Dois anos, oito meses e 28 noites, 2016, Companhia das Letras
  - em Portugal: Dois anos, oito meses e vinte e oito noites, 2015, Dom Quixote
- The Golden House (romance, 2017)
  - no Brasil: A casa dourada, 2018, Companhia das Letras
  - em Portugal: A casa Golden, 2018, Dom Quixote
- Quichotte (romance, 2019)
  - no Brasil: Quichotte, 2021, Companhia das Letras
  - em Portugal: Quichotte, 2020, Dom Quixote
- Languages of Truth: Essays 2003–2020 (ensaios, 2021)
  - em Portugal: Linguagens da verdade: ensaios 2003-2020, 2023, Dom Quixote
- Victory City (romance, 2023)
  - no Brasil: Cidade da vitória, 2023, Companhia das Letras
  - em Portugal: Cidade da vitória, 2023, Dom Quixote
- Knife: Meditations After an Attempted Murder (memórias, 2024)
  - no Brasil: Faca: reflexões sobre um atentado, 2024, Companhia das Letras